# Five Nights at Freddy's (singolo)
Five Nights at Freddy's, conosciuta anche come Five Nights at Freddy's 1 Song, è un singolo del gruppo rock elettronico The Living Tombstone, basato sul videogioco omonimo del 2014. La canzone è stata prodotta e cantata da Yoav Landau ed è stata pubblicata come singolo nel 2014. Il singolo divenne molto popolare su YouTube, raggiungendo oltre 300 milioni di visualizzazioni al 2024 e oltre 500 milioni di riproduzioni. Visto il successo, fu inserita nei titoli di coda dell'adattamento cinematografico del videogioco, distribuito nel 2023. La canzone influenzò diverse canzoni successive, creando un sottogenere musicale basato sul franchise.

## Sviluppo

### Produzione
La canzone venne creata da The Living Tombstone, che aveva già pubblicato singoli basati su altri franchise come My Little Pony. Nel 2014 il produttore Yoav Landau si appassionò al videogioco horror Five Nights at Freddy's, che riscosse in poco tempo molta popolarità. Dopo aver giocato lui stesso al videogioco, decise di farci una canzone sopra. Landau compose inizialmente utilizzando dei sintetizzatori, che sono stati descritti come quelli usati dai 100 Gecs da C.T. Jones del Rolling Stone. Commentando sul singolo, Landau disse che "la cultura di internet si basa sull'essere lì per primi, esseri i primi a fare un meme su qualcosa. Nel caso di FNaF, quando ho iniziato a vedere persone parlarne, è stato semplice fare un post con una canzone e un testo sul gioco, vedere ciò prendere "fuoco", e poi si pubblica su YouTube."

### Distribuzione
Quando la band chiese all'autore Scott Cawthon il permesso di pubblicare la canzone per non violare la sua proprietà intellettuale, Cawthon gli diede il permesso a patto che una parte del loro profitto andasse in beneficenza. Il singolo venne pubblicato su YouTube dopo tre settimane dalla pubblicazione del gioco, ottenendo milioni di visualizzazioni in poco tempo. Nel 2023, durante la promozione del film basato sul videogioco, la canzone è stata eseguita dal vivo durante un evento al Jim Henson's Creature Shop. I fan quindi specularono se la canzone sarebbe stata inclusa nel film, e venne infatti aggiunta nei titoli di coda. Nel giorno della pubblicazione del film negli Stati Uniti, The Living Tombstone pubblicò una nuova versione chiamata "Goth Remix". Una cover jazz inoltre era stata eseguita e pubblicata dalla The 8-Bit Big Band nel 2020. Per il 10 anniversario del singolo, The Living Tombstone distribuì una versione orchestrale della canzone arrangiata da Charlie Rosen.

## Accoglienza

### Popolarità
Su YouTube, il brano raggiunse 69 milioni di visualizzazioni a marzo 2016, 220 milioni a giugno 2021 e 380 milioni nel 2025. Dopo la pubblicazione, The Living Tombstone creò It's Been So Long e Die In A Fire basati sul secondo e terzo gioco rispettivamente.

### Critica
Jef Rouner di Houston Press considera la prima canzone la più "debole" della trilogia, ma era un "dannato brano spaventoso e un degno punto di partenza". Secondo C.T. Jones dei Rolling Stones, il singolo fece iniziare un sottogenere di canzoni basate sul franchise, "mantenendo la influenza iper-pop resa popolare da Landau", e rendendo il brano una "parte sostanziale del fandom di Five Nights at Freddy's." Il brano ispirò diversi altri artisti come JT Music e CG5. JT Music disse che creare canzoni basate sul franchise era "un altro modo in cui fan potessero ricontestualizzare e rivivere il videogioco e la sua trama da diverse prospettive". L'inclusione della canzone nell'adattamento cinematografico venne descritta da /Film come "una testimonianza della popolarità della community", notando anche l'inclusione di diversi let's player della serie, affermando che il team di produzione del film "non ha dimenticato le persone che hanno reso questa proprietà intellettuale talmente famosa in primo luogo".

## Classifiche
| Classifica (2023) | Posizione massima |
| ----------------- | ----------------- |
| Stati Uniti       | 4                 |